# Bambus des Jahres
Der Bambus des Jahres wird seit 2004 jährlich von European Bamboo Society verliehen.
Bisherige Preisträger waren:
| Jahr | wissenschaftlicher Name      | Sorte               | Abbildung |
| ---- | ---------------------------- | ------------------- | --------- |
| 2004 | Phyllostachys vivax          | Aureocaulis         |           |
| 2005 | Fargesia nitida              | Jiuzhaigou          |           |
| 2006 | Phyllostachys parvifolia     |                     |           |
| 2007 | Phyllostachys reticulata     | Holochrysa          |           |
| 2008 | Fargesia robusta             | Campbell            |           |
| 2009 | Phyllostachys prominens      |                     |           |
| 2010 | Phyllostachys nigra          |                     |           |
| 2011 | Phyllostachys atrovaginata   |                     |           |
| 2012 | Phyllostachys violascens     |                     |           |
| 2013 | Phyllostachys aureosulcata   | Harbin Inversa      |           |
| 2014 | Fargesia demissa             | Gerry               |           |
| 2015 | Fargesia denudata            |                     |           |
| 2016 | Phyllostachys vivax          | Huangwenzhu inversa |           |
| 2017 | Fargesia spec. Jiuzhaigou    | Deep Purple         |           |
| 2018 | Phyllostachys aureosulcata   | Spectabilis         |           |
| 2019 | Borinda                      | KR 5287             |           |
| 2020 | Fargesia angustissima        |                     |           |
| 2021 | Phyllostachys dulcis         | Shanghai 3          |           |
| 2022 | Fargesia                     | Taibashan 1         |           |
| 2023 | Chimonobambusa tumidissinoda | Addington           |           |
| 2024 | Phyllostachys iridescens     | Heterochroma        |           |